# Applied Physics Letters
Applied Physics Letters — еженедельный рецензируемый научный журнал, посвящённый новым экспериментальным и теоретическим результатам в прикладной физике. Издаётся Американским институтом физики.
Журнал учреждён в 1962 году.
Главным редактором на данный момент является Рейбен Коллинз (англ. Reuben T. Collins) из Колорадской горной школы.
В 2013 году журнал имел импакт-фактор равный 3,515.